# Campionati del mondo di atletica leggera 1987 - Salto in alto maschile
La gara del salto in alto maschile dei Campionati del mondo di atletica leggera 1987 si è svolta tra il 5 e il 6 settembre.

## Podio
| Pos.    | Atleta            | Nazionalità      | Prestazione |
| ------- | ----------------- | ---------------- | ----------- |
| Oro     | Patrik Sjöberg    | Svezia           | 2,38 m      |
| Argento | Igor' Paklin      | Unione Sovietica | 2,38 m      |
| Argento | Gennadij Avdeenko | Unione Sovietica | 2,38 m      |

## Situazione pre-gara

### Record
Prima di questa competizione, il record del mondo (RM) e il record dei campionati (RC) erano i seguenti:
| Record                | Prestazione | Atleta                             | Data                               | Competizione  |
| --------------------- | ----------- | ---------------------------------- | ---------------------------------- | ------------- |
| Record mondiale       | 2,42 m      | Patrik Sjöberg Svezia              | 30 giugno 1987 Stoccolma, Svezia   |               |
| Record dei campionati | 2,32 m      | Gennadij Avdeenko Unione Sovietica | 13 agosto 1983 Helsinki, Finlandia | Mondiali 1983 |

### Campioni in carica
I campioni in carica a livello olimpico e mondiale erano:
| Campione | Atleta                             | Prestazione | Data                                    | Competizione         |
| -------- | ---------------------------------- | ----------- | --------------------------------------- | -------------------- |
| Olimpico | Dietmar Mögenburg Germania Ovest   | 2,35 m      | 11 agosto 1984 Los Angeles, Stati Uniti | Giochi olimpici 1984 |
| Mondiale | Gennadij Avdeenko Unione Sovietica | 2,32 m      | 13 agosto 1983 Helsinki, Finlandia      | Mondiali 1983        |

### La stagione
Prima di questa gara, gli atleti con le migliori tre prestazioni dell'anno erano:
| Pos. | Atleta                 | Prestazione | Data                              |
| ---- | ---------------------- | ----------- | --------------------------------- |
| 1    | Patrik Sjöberg Svezia  | 2,42 m      | 30 giugno 1987 Stoccolma, Svezia  |
| 2    | Javier Sotomayor Cuba  | 2,37 m      | 20 giugno 1987 Atene, Grecia      |
| 3    | Jim Howard Stati Uniti | 2,36 m      | 8 giugno 1987 Rehlingen, Germania |

## Risultati[3][4]

### Turni eliminatori
| 2Gruppi | 5 settembre | 34 iscritti    | Si qualificano alla finale chi supera i 2.27 m (Q) o si trova almeno tra i primi 16. |
| Finale  | 6 settembre | 16 concorrenti |                                                                                      |

### Qualificazioni
Sabato 5 settembre 1987
| Pos. | Atleta               | Nazione          | Misura | Note |
| ---- | -------------------- | ---------------- | ------ | ---- |
| 1    | Patrik Sjöberg       | Svezia           | 2,27 m | Q    |
| 2    | Tom McCants          | Stati Uniti      | 2,27 m | Q    |
| 3    | Carlo Thränhardt     | Germania Ovest   | 2,27 m | Q    |
| 4    | Ján Zvara            | Cecoslovacchia   | 2,27 m | Q    |
| 5    | Sergey Malchenko     | Unione Sovietica | 2,27 m | Q    |
| 6    | Zhu Jianhua          | Cina             | 2,24 m |      |
| 7    | Luca Toso            | Italia           | 2,24 m |      |
| 8    | Roland Dalhäuser     | Svizzera         | 2,24 m |      |
| 9    | Lee Balkin           | Stati Uniti      | 2,21 m |      |
| 10   | Georgi Dakov         | Bulgaria         | 2,21 m |      |
| 11   | Markus Einberger     | Austria          | 2,18 m |      |
| 12   | Sašo Apostolovski    | Jugoslavia       | 2,10 m |      |
| 13   | Motochika Inoue      | Giappone         | 2,10 m |      |
| 14   | Jean-Charles Gicquel | Francia          | 2,10 m |      |
| 15   | Milton Francisco     | Svizzera         | 2,10 m |      |
| 16   | Hilaire Onwanlélé    | Gabon            | nm     |      |
| 17   | Fakhredin Fouad      | Giordania        | nm     |      |

| Pos. | Atleta             | Nazione          | Misura | Note  |
| ---- | ------------------ | ---------------- | ------ | ----- |
| 1    | Geoff Parsons      | Regno Unito      | 2,27 m | Q     |
| 2    | Sorin Matei        | Romania          | 2,27 m | Q     |
| 3    | Javier Sotomayor   | Cuba             | 2,27 m | Q     |
| 4    | Robert Marinov     | Bulgaria         | 2,27 m | Q     |
| 5    | Clarence Saunders  | Bermuda          | 2,27 m | Q     |
| 6    | Arturo Ortíz       | Spagna           | 2,27 m | Q     |
| 7    | Krzysztof Krawczyk | Polonia          | 2,27 m | Q     |
| 8    | Dietmar Mögenburg  | Germania Ovest   | 2,27 m | Q     |
| 9    | Gerd Nagel         | Germania Ovest   | 2,27 m | Q     |
| 10   | Igor' Paklin       | Unione Sovietica | 2,27 m | Q     |
| 11   | Gennadij Avdeenko  | Unione Sovietica | 2,27 m | Q     |
| 12   | Jerome Carter      | Stati Uniti      | 2,24 m |       |
| 13   | Troy Kemp          | Bahamas          | 2,24 m |       |
| 14   | Róbert Ruffini     | Cecoslovacchia   | 2,21 m |       |
| 15   | Othmane Belfaa     | Algeria          | 2,15 m |       |
| 16   | Mikko Levola       | Finlandia        | 2,15 m |       |
| 17   | Paul Ngadjadoum    | Ciad             | 2,15 m | [ 5 ] |

### Finale
Domenica 6 settembre 1987
| Pos.    | Atleta             | Età | Nazione          | Misura | Nota                          |
| ------- | ------------------ | --- | ---------------- | ------ | ----------------------------- |
| Oro     | Patrik Sjöberg     | 22  | Svezia           | 2,38 m | Record dei campionati         |
| Argento | Igor' Paklin       | 24  | Unione Sovietica | 2,38 m | Miglior prestazione personale |
| Argento | Gennadij Avdeenko  | 23  | Unione Sovietica | 2,38 m | Miglior prestazione personale |
| 4       | Dietmar Mögenburg  | 26  | Germania Ovest   | 2,35 m | Miglior prestazione personale |
| 5       | Clarence Saunders  | 23  | Bermuda          | 2,32 m | Miglior prestazione personale |
| 6       | Sorin Matei        | 24  | Romania          | 2,32 m | Miglior prestazione personale |
| 7       | Ján Zvara          | 24  | Cecoslovacchia   | 2,32 m |                               |
| 8       | Carlo Thränhardt   | 30  | Germania Ovest   | 2,29 m |                               |
| 9       | Javier Sotomayor   | 19  | Cuba             | 2,29 m |                               |
| 10      | Krzysztof Krawczyk | 25  | Polonia          | 2,25 m |                               |
| 10      | Geoff Parsons      | 23  | Regno Unito      | 2,25 m |                               |
| 12      | Tom McCants        | 24  | Stati Uniti      | 2,25 m |                               |
| 12      | Arturo Ortíz       | 20  | Spagna           | 2,25 m |                               |
| 14      | Gerd Nagel         | 29  | Germania Ovest   | 2,20 m |                               |
| 15      | Robert Marinov     | 20  | Bulgaria         | 2,20 m |                               |
| 16      | Sergey Malchenko   | 23  | Unione Sovietica | nm     |                               |